# 资福镇
资福镇是中国湖南省宁乡市下辖镇。位于宁乡市中南部，处宁乡市与湘乡市二市交汇处。地缘上，资福东北部与坝塘镇毗邻，北与大成桥乡接壤，西与双凫铺镇、灰汤镇为界，南与湘乡市金石镇相连。辖域面积87.4平方公里，人口约3.8万人（2000年人口普查34,372人）。

## 历史
1995年由原资福乡、珊瑚乡和檀木桥乡合并设立新的资福乡，2004年改制为资福镇。

## 区划
截止2016年，下辖7个行政村1个社区，分别为窑里社区、合星村、华宝村、清泉河村、七星村、檀木桥村、红旗村和珊瑚村。

## 教育
- 初中：资福中学
- 小学：资福小学、珊瑚小学、烈马小学（万福村）

## 交通
宁乡市城区至灰汤镇的宁灰公路过境。
县道X096从西南到东北穿过资福镇，西南方是灰汤镇，东北方是坝塘镇。
县道X094从资福镇出发往西方半圈，和县道X096交汇。